# Poussy-la-Campagne
Poussy-la-Campagne is een plaats en voormalige gemeente in het Franse departement Calvados in de regio Normandië en telt 93 inwoners (2009). De plaats maakt deel uit van het arrondissement Caen.

## Geschiedenis
Poussy-la-Campagne maakte deel uit van het kanton Bourguébus totdat dit op 22 maart 2015 werd opgeheven en de gemeente werd overgeheveld in het kanton Troarn. Op 1 januari 2017 fuseerde de gemeente met Airan, Billy, Conteville en Fierville-Bray tot de commune nouvelle Valambray.

## Geografie
De oppervlakte van Poussy-la-Campagne bedraagt 4,1 km², de bevolkingsdichtheid is dus 22,7 inwoners per km².
De onderstaande kaart toont de ligging van Poussy-la-Campagne met de belangrijkste infrastructuur en aangrenzende gemeenten.

## Demografie
Onderstaande figuur toont het verloop van het inwonertal (bron: INSEE-tellingen).
Vanwege een beveiligingsprobleem met de MediaWiki Graph-software is het momenteel niet mogelijk deze grafiek weer te geven. Zodra de software is bijgewerkt zal de grafiek vanzelf weer zichtbaar worden.
Airan · Billy · Bray-la-Campagne · Cinq-Autels · Conteville · Fierville-la-Campagne · Poussy-la-Campagne